# Bukovinské vévodství
Bukovinské vévodství (německy Herzogtum Bukowina, rumunsky Ducatul Bucovinei, ukrajinsky Герцогство Буковина, Hercohstvo Bukovyna, polsky Księstwo Bukowiny, rusky Герцогство Буковина, Gercogstvo Bukovina) je historický správní celek na částech území dnešního Rumunska a Ukrajiny.
Bukovinské vévodství bylo jednou z korunních zemí Rakouského císařství a posléze Rakouska-Uherska.

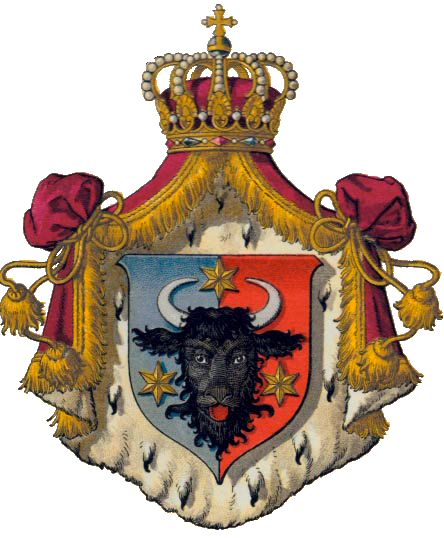
Znak vévodství, 1867 H. G. Ströhl

Za součást Rakouského císařství byla Bukovina prohlášena roku 1849, do té doby bylo administrativním krajem (kreis 1787–1849) Haličsko-vladiměřského království a předtím vojenským okresem (1775–1787) v Habsburské monarchii. V letech 1867 až 1918 byla korunní zemí v rámci předlitavské (rakouské) části Rakouska-Uherska.